# Markus Harm

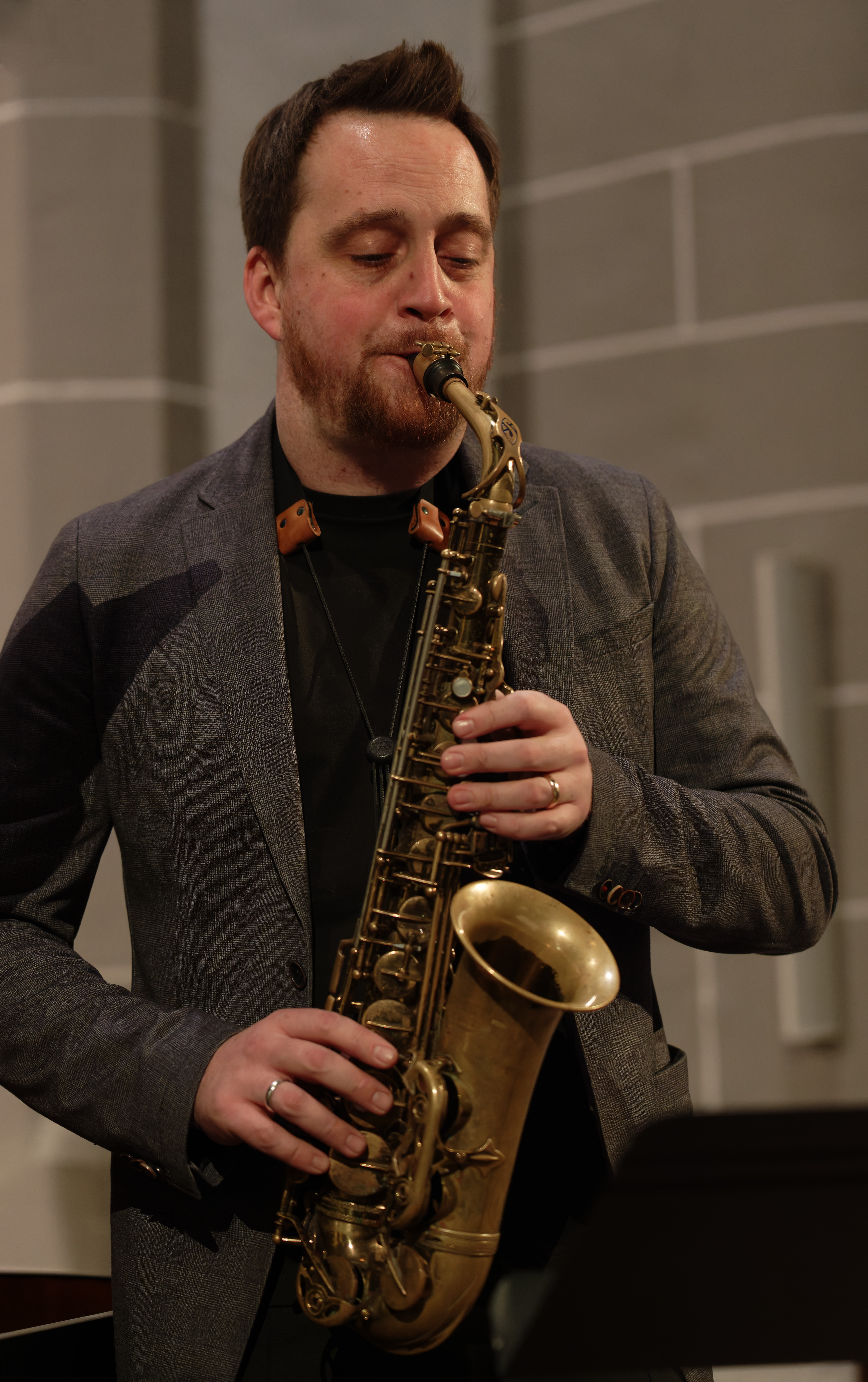
Markus Harm im Konzert mit Andreas Feith in der Stadtkirche Darmstadt am 1. Februar 2025

Markus Harm (* 1987 in Stuttgart) ist ein deutscher Jazzmusiker (Alt- und Sopransaxophon, auch Klarinette, Flöte).

## Leben und Wirken
Harm wuchs in Nagold und Tübingen auf. Seine ersten Klarinettenstunden wurden ihm im Musikverein Nagold-Iselshausen erteilt, bevor er Saxophonunterricht an der Musikschule Nagold erhielt; ab dem 16. Lebensjahr nahm er privaten Unterricht bei Klaus Graf in Stuttgart. Hinzu kamen Workshops bei Peter Weniger, Herb Geller und Tony Lakatos. Zwischen 2008 und 2015 studierte er Jazz-Saxophon an der Hochschule für Musik Nürnberg bei Klaus Graf, Hubert Winter und Steffen Schorn.
Harm gehörte zu Rebecca Treschers Ensemble 11, dem Michael Binder Sextett, dem Matthias Schwengler Sextett in Köln, The Big Leppinski um Agnes Lepp und dem Peter Fulda Quartett, dem Sunday Night Orchestra, dem Groove Legend Orchestra, der Tobias Becker Big Band, der Dusko Goykovich Munich Big Band oder der Jazz Big Band Association unter der Leitung von Axel Kühn. Mit seiner Gruppe Harmzone entstand sein Debütalbum. Mit seinem eigenen Quartett (mit Christoph Neuhaus, Jens Loh und Dominik Raab) entstanden die Alben Dig It und As It Is. Mit dem Pianisten Andreas Feith bildet er seit 2014 ein Duo, das 2021 das Album What’s New veröffentlichte, welches der NDR als Jazz-CD der Woche auszeichnete. Mit Lutz Häfner gründete er das Quartett TwoTwo, das 2022 das Album Sweet & Sour bei Rosenau Records vorlegte. Mit seinem Quartett mit Neuhaus, Loh und Raab sowie Gasttrompeter Andrey Lobanov entstand das Album Foresight (2023). Im neuen Quartett mit Andreas Feith, Martin Gjakonovski und Vladimir Kostadinovic folgte 2024 das Album Out in Space, das gute Kritiken erhielt.
Überdies gehört Harm zu Organic Vibes um Organist Lukas Großmann und Volker Heuken. Weiterhin arbeitete er mit Charly Antolini, Sheila Jordan, Jim McNeely, Paquito D’Rivera, Scott Robinson, Gwilym Simcock, Tony Lakatos, Bob Mintzer, Ack van Rooyen, Herwig Gradischnig und John Ruocco. Konzerte und Tourneen führten ihn nach Ungarn, Schweiz, Österreich und die USA.
Harm unterrichtete an den Musikschulen der Stadt Nürnberg, der Stadt Stein und an der Jugendkapelle Rednitzhembach als Instrumentallehrer für Klarinette und Saxophon. Seit dem Winter 2018 war er als Lehrbeauftragter an der Hochschule für Musik Nürnberg tätig. Weiterhin leitete er zwei Blasorchester, eine Big Band und ein Saxophonensemble. Zum Oktober 2022 erhielt er den Ruf als Universitätsprofessor für Saxophon (Jazz) am ipop-Institut der Universität für Musik und darstellende Kunst Wien.